# Київська пектораль (2016)
24-та церемонія вручення нагород театральної премії «Київська пектораль»

28 березня 2016 року
< 23-та Церемонії вручення 25-та >
24-та церемонія вручення нагород премії «Київська пектораль» відбулася 28 березня 2016 року. Премію присуджує Національна Спілка театральних діячів за заслуги в театральному мистецтві у 2015 році. Церемонію провели у Києві, у Колонній залі Київської міської державної адміністрації. Нагороди були в 14 основних і 3 додаткових номінаціях.
Цього року було додано 17-ту номінацію — «Спеціальна премія», яка вручається окремому театральному діячеві (художнику) або театральному колективу за особливий творчий багаж.

## Номінати та переможці
★Переможців виділено окремим кольором.

### Основні номінації
| Категорії                                       | Лауреати та номінанти | Лауреати та номінанти | Лауреати та номінанти |
| ----------------------------------------------- | --- | --- | --- |
| Найкраща драматична вистава                     | ★ «Оскар» (режисер Михайло Урицький, Київський муніципальний академічний театр ляльок)                                                                   | ★ «Оскар» (режисер Михайло Урицький, Київський муніципальний академічний театр ляльок)                                                        | ★ «Оскар» (режисер Михайло Урицький, Київський муніципальний академічний театр ляльок)                                                        |
| Найкраща драматична вистава                     | • «Зачарований» (реж. Андрій Білоус, Молодий театр) | | |
| Найкраща драматична вистава                     | • «Ліс» (реж. Дмитро Богомазов, Національний академічний драматичний театр ім. Івана Франка)                                                             | | |
| Найкраща режисерська робота                     | | ★ Михайло Урицький — «Оскар». Київський муніципальний академічний театр ляльок                                                                | ★ Михайло Урицький — «Оскар». Київський муніципальний академічний театр ляльок                                                                |
| Найкраща режисерська робота                     | • Дмитро Богомазов — «Пой, Лола, пой!». Київський академічний театр драми і комедії на лівому березі Дніпра                                              | | |
| Найкраща режисерська робота                     | • Станіслав Жирков — «Сталкери». Спільний проєкт Театру «Золоті ворота» та Київського академічного Молодого театру                                       | | |
| Найкраща вистава камерної сцени                 | ★ «Сталкери», реж. Станіслав Жирков. Спільний проєкт Театру «Золоті ворота» та Київського академічного Молодого театру                                   | ★ «Сталкери», реж. Станіслав Жирков. Спільний проєкт Театру «Золоті ворота» та Київського академічного Молодого театру                        | ★ «Сталкери», реж. Станіслав Жирков. Спільний проєкт Театру «Золоті ворота» та Київського академічного Молодого театру                        |
| Найкраща вистава камерної сцени                 | • «Не плачте за мною ніколи…», реж. Сергій Павлюк. Національний академічний драматичний театр ім. І.Франка                                               | | |
| Найкраща вистава камерної сцени                 | • «Ножі в курках», реж. Ольга Турутя-Прасолова. Національний академічний драматичний театр ім. І.Франка                                                  | | |
| Найкращий режисерський дебют                    | | ★ Сергій Кон — «Лялька. Нова історія Коппелії», Київський муніципальний театр опери та балету для дітей та юнацтва                            | ★ Сергій Кон — «Лялька. Нова історія Коппелії», Київський муніципальний театр опери та балету для дітей та юнацтва                            |
| Найкращий режисерський дебют                    | • Анна Бучок — «Всі миші люблять сир», Київський академічний театр юного глядача на Липках                                                               | | |
| Найкращий режисерський дебют                    | • Оксана Швець — «Шепіт вбивці»", Молодий театр | | |
| Найкраща сценографія                            | ★ Микола Данько — «Чому довгий ніс у слона». Київський муніципальний академічний театр ляльок                                                            | ★ Микола Данько — «Чому довгий ніс у слона». Київський муніципальний академічний театр ляльок                                                 | ★ Микола Данько — «Чому довгий ніс у слона». Київський муніципальний академічний театр ляльок                                                 |
| Найкраща сценографія                            | • Андрій Александрович-Дочевський — «Ерік XIV». Національний академічний драматичний театр ім. І.Франка                                                  | | |
| Найкраща сценографія                            | • Олександр Драгунов — «Ліс». Національний академічний драматичний театр ім. І.Франка                                                                    | | |
| Найкраще виконання чоловічої ролі               | | ★ Ганноченко Олександр — за роль Гнуса у виставі «Пой, Лола, пой!», Київський академічний театр драми і комедії на лівому березі Дніпра       | ★ Ганноченко Олександр — за роль Гнуса у виставі «Пой, Лола, пой!», Київський академічний театр драми і комедії на лівому березі Дніпра       |
| Найкраще виконання чоловічої ролі               | • Станіслав Боклан — за роль Кармайкла у виставі «Однорукий», Молодий театр).                                                                            | | |
| Найкраще виконання чоловічої ролі               | • Анатоліц Хостікоєв — за роль Нещасливцева у виставі «Ліс», Національний академічний драматичний театр ім. Івана Франка                                 | | |
| Найкраще виконання жіночої ролі                 | | ★ Ірма Вітовська — за роль Баби Прісі у виставі «Сталкери», Спільний проєкт Театру «Золоті ворота» та Київського академічного Молодого театру | ★ Ірма Вітовська — за роль Баби Прісі у виставі «Сталкери», Спільний проєкт Театру «Золоті ворота» та Київського академічного Молодого театру |
| Найкраще виконання жіночої ролі                 | • Лариса Кадирова — за роль Юстини у виставі «Не плачте за мною ніколи…», Національний академічний драматичний театр ім. Івана Франка                    | | |
| Найкраще виконання жіночої ролі                 | • Юлія Шаповал — за роль Рожевої пані у виставі «Оскар», Київський муніципальний академічний театр ляльок                                                | | |
| Найкраще виконання чоловічої ролі другого плану | | ★ Дмитро Суржиков — за роль Мервіна у виставі «Однорукий», Молодий театр                                                                      | ★ Дмитро Суржиков — за роль Мервіна у виставі «Однорукий», Молодий театр                                                                      |
| Найкраще виконання чоловічої ролі другого плану | • Олексій Богданович — за роль Йорана Перссона у виставі «Ерік XIV», Національний академічний драматичний театр ім. Івана Франка                         | | |
| Найкраще виконання чоловічої ролі другого плану | • Андрій Самінін — за роль Енді у виставі «Пой, Лола, пой!», Київський академічний театр драми і комедії на лівому березі Дніпра                         | | |
| Найкраще виконання жіночої ролі другого плану   | | ★ Олена Хохлаткіна — за роль Уліти у виставі «Ліс», Національний академічний драматичний театр ім. Івана Франка                               | ★ Олена Хохлаткіна — за роль Уліти у виставі «Ліс», Національний академічний драматичний театр ім. Івана Франка                               |
| Найкраще виконання жіночої ролі другого плану   | • Віталіна Біблів — за роль Слави у виставі «Сталкери», Спільний проєкт Театру «Золоті ворота» та Київського академічного Молодого театру                | | |
| Найкраще виконання жіночої ролі другого плану   | • Леся Самаєва — за роль Густи у виставі «Пой, Лола, пой!», Київський академічний театр драми і комедії на лівому березі Дніпра                          | | |
| Найкращий акторський дебют                      | | ★ Дмитро Олійник — за роль Міті у виставі «Мітіне кохання: щоденник», Театр «Золоті ворота»                                                   | ★ Дмитро Олійник — за роль Міті у виставі «Мітіне кохання: щоденник», Театр «Золоті ворота»                                                   |
| Найкращий акторський дебют                      | • Тетяна Борисова — за роль Фрекен Жюлі у виставі «Фрекен Жюлі», Молодий театр                                                                           | | |
| Найкращий акторський дебют                      | • Дмитро Олійник — за роль Ярмоли у виставі «Забута історія кохання», Театр «Золоті ворота»                                                              | | |
| Найкраща вистава для дітей                      | ★ «Чому довгий ніс у слона» (режисер Михайло Урицький, Київський муніципальний академічний театр ляльок)                                                 | ★ «Чому довгий ніс у слона» (режисер Михайло Урицький, Київський муніципальний академічний театр ляльок)                                      | ★ «Чому довгий ніс у слона» (режисер Михайло Урицький, Київський муніципальний академічний театр ляльок)                                      |
| Найкраща вистава для дітей                      | • «Всі миші люблять сир» (реж. Анна Бучок, Київський академічний театр юного глядача на Липках)                                                          | | |
| Найкраща вистава для дітей                      | • «Красуня і чудовисько» (реж. Ірина Пастущак, Молодий театр)                                                                                            | | |
| Найкраща музична вистава                        | ★ «Пой, Лола, пой!» Олександра Чепалова (режисер Дмитро Богомазов, Київський академічний театр драми і комедії на лівому березі Дніпра)                  | ★ «Пой, Лола, пой!» Олександра Чепалова (режисер Дмитро Богомазов, Київський академічний театр драми і комедії на лівому березі Дніпра)       | ★ «Пой, Лола, пой!» Олександра Чепалова (режисер Дмитро Богомазов, Київський академічний театр драми і комедії на лівому березі Дніпра)       |
| Найкраща музична вистава                        | • «Лялька. Нова історія Коппелії» дир.-пост. Назар Якобенчук, балет.-пост. Сергій Кон, Київський муніципальний театр опери і балету для дітей та юнацтва | | |
| Найкраща музична вистава                        | • «Майська ніч» Є.Станковича, дир.-пост. Євген Воронко, балет.-пост. Віктор Ткаченко, Київський муніципальний театр опери і балету для дітей та юнацтва) | | |
| Найкраще пластичне пластичне вирішення вистави  | ★ Олексій Скляренко, «Пой, Лола, пой!» (режисер Дмитро Богомазов, Київський академічний театр драми і комедії на лівому березі Дніпра)                   | ★ Олексій Скляренко, «Пой, Лола, пой!» (режисер Дмитро Богомазов, Київський академічний театр драми і комедії на лівому березі Дніпра)        | ★ Олексій Скляренко, «Пой, Лола, пой!» (режисер Дмитро Богомазов, Київський академічний театр драми і комедії на лівому березі Дніпра)        |
| Найкраще пластичне пластичне вирішення вистави  | • Олексій Скляренко, вистава «Ліс» (реж. Дмитро Богомазов, Національний академічний драматичний театр ім. Івана Франка)                                  | | |
| Найкраще пластичне пластичне вирішення вистави  | • Тетяна Чигук, «Чому довгий ніс у слона» (реж. Михайло Урицький, Київський муніципальний академічний театр ляльок)                                      | | |
| Найкраща музична концепція вистави              | ★ Тимур Полянський, «Він та вона» (реж. Володимир Кудлинський, Київський академічний драматичний театр на Подолі)                                        | ★ Тимур Полянський, «Він та вона» (реж. Володимир Кудлинський, Київський академічний драматичний театр на Подолі)                             | ★ Тимур Полянський, «Він та вона» (реж. Володимир Кудлинський, Київський академічний драматичний театр на Подолі)                             |
| Найкраща музична концепція вистави              | • Максим Коломієць, «Картин не будет», Національний центр театрального мистецтва ім. Леся Курбаса                                                        | | |
| Найкраща музична концепція вистави              | • Петрожицький Олексій, «Всі миші люблять сир» (реж. Анна Бучок, Київський академічний театр на Липках)                                                  | | |

### Номінації від Організаційного комітету
- Премію за вагомий внесок у розвиток театрального мистецтва вручили Дмитру Чайковському, український режисеру, актору, педагогу, професору.
- «Спеціальну премію» вручили Тарасу Мельничуку (Театр юного глядача на Липках).
- Нагороду «Подія року» журі присудило виставі «Оскар і Рожева Пані» за мотивами Еріка-Еммануеля Шмітта, реж. Ростислав Держипільський[2].